# توماس تودين
توماس تودين (بالسويدية: Thomas Thudin)‏ (30 يوليو 1973 بالسويد - ) هو لاعب كرة قدم سويدي في مركز حراسة المرمى. لعب مع أتفدابيرجس ونادي آسيريسكا وValsta Syrianska IK ‏ ونادي إسكلستونا.

## وصلات خارجية
- توماس تودين على موقع اتحاد السويد (السويدية)
- توماس تودين على موقع قاعدة بيانات كرة القدم.إي يو (الإنجليزية)